# デルマーフューチュリティステークス
デルマーフューチュリティステークス（Del Mar Futurity Stakes）は、アメリカ合衆国カリフォルニア州デル・マーのデルマー競馬場で開催されている競馬の競走である。一般的にはデルマーフューチュリティ（Del Mar Futurity）と呼ばれている。

## 歴史と概要
1948年に創設された競走で、西海岸の2歳牡馬路線において重要な競走のひとつとなっている。1974年にグレード制が導入されてG2に、2007年にはG1に昇格した。この競走の勝ち馬のなかには、ケンタッキーダービーに優勝したトミーリーやシルヴァーチャームなどもいる。

## 歴史
- 1948年 - デルマー競馬場で創設。創設時の施行距離はダート6ハロン（約1,207メートル）。
- 1971年・1973年 - 芝約7ハロン1/2（約1,508メートル）に変更。1972年はダート6.5ハロン（約1,307メートル）で施行される。
- 1974年 - ダート8ハロン（約1,609メートル）に変更。
- 1993年 - ダート7ハロン（約1,408メートル）に変更。
- 2007年 - デルマー競馬場のポリトラック素材導入に伴い、馬場がオールウェザーに変更される。
- 2015年 - ダート馬場に変更。[2]

## 近年の勝ち馬
- 2024 Gaming
- 2023 Prince Of Monaco
- 2022 Cave Rock
- 2021 Pinehurst
- 2020 Dr. Schivel
- 2019 Nucky
- 2018 Game Winner
- 2017 Bolt d'Oro
- 2016 Klimt
- 2015 Nyquist
- 2014 American Pharoah
- 2013 Tamarando
- 2012 Rolling Fog
- 2011 Drill
- 2010 J P's Gusto
- 2009 Lookin at Lucky
- 2008 Midshipman
- 2007 Georgie Boy
- 2006 Horse Greeley
- 2005 Stevie Wonderboy
- 2004 Declan's Moon
- 2003 Siphonizer
- 2002 Icecoldbeeratreds
- 2001 Officer
- 2000 Flame Thrower